# Движение „Аз също“
Движението „Аз също“, изписвано още като Движение #АзСъщо (където знакът # има функционалността на хаштаг в социални мрежи, групирайки отделни коментари и постове в конкретна тематика), на англ. #MeToo, е социално движение и кампания за повишаване на осведомеността срещу сексуалното насилие, сексуалния тормоз и изнасилваческата култура, в която хората публикуват своя опит със сексуално насилие или сексуален тормоз. Фразата „Аз също“ първоначално е използвана в този контекст в социалните медии през 2006 г., в Myspace, от оцелялата от сексуално насилие и активистка Тарана Бърк. Хаштагът #MeToo се използва от 2017 г. като начин да се привлече вниманието към мащаба на проблема. Целта на движението „Аз също“, както първоначално е изразена от Бърк, както и от онези, които по-късно възприемат тактиката, е да подкрепи и даде сили на сексуално нападнати хора (особено млади и уязвими цветнокожи жени) чрез съпричастност, солидарност и явна демонстрация колко много са преживели сексуално насилие и тормоз, особено на работното място.
След разкриването на многобройни обвинения в сексуално насилие срещу американския филмов продуцент Харви Уайнстийн през октомври 2017 г. движението започва да се разпространява вирусно като хаштаг в социалните медии. На 15 октомври 2017 г. американската актриса Алиса Милано публикува в Туитър: „Ако всички жени, които са били сексуално тормозени или нападнати, напишат „Аз също“ като статус, може да дадем на хората усещане за мащаба на проблема, казвайки, че жената е получила идеята от приятел“. Скоро следват редица публикации и отговори от американски знаменитости, като Гуинет Полтроу, Ашли Джъд, Дженифър Лорънс и Ума Търман, наред с други. Широко разпространеното медийно отразяване и обсъждане на сексуалния тормоз, особено в Холивуд, довежда до уволнения на хора на важни позиции, както и до критики и обратна реакция.
След като милиони хора започват да използват фразата и хаштага по този начин на английски език, изразът започва да се разпространява и на десетки други езици. Обхватът обаче става малко по-широк и Бърк скоро го нарича „международно движение за справедливост за маргинализираните хора“.

## Ефект на Уайнстийн
Движението „Аз също“ намира израз в т.нар. „Ефект на Уайнстийн“, който се състои във внезапни обвинения в сексуални престъпления и посегателства насочени към властови, богати и успели мъже (Жерар Депардийо, Силвестър Сталоун, Стивън Сегал и др.). Началото на това явление е поставено с лавинообразно увеличаващи се обвинения от жени към един от най-влиятелните продуценти в Холивуд – Харви Уайнстийн. Сред малкото жени, които се разграничават от обвиненията към него, са Мерил Стрийп и Селин Дион. Стрийп обявява, че Уайнстайн никога не я насилвал, а тя самата не е знаела за действията му спрямо други жени.

## Цел
Първоначалната цел на „Аз също“, използвана от Тарана Бърк през 2006 г., е да овласти жените чрез съпричастност, особено младите и уязвимите жени. През октомври 2017 г. Алиса Милано насърчава използването на фразата като хаштаг, за да се разкрие степента на проблема със сексуалния тормоз и нападение, като се покаже колко много хора са преживели подобно нещо. Следователно тази фраза насърчава жените да говорят за тези преживявания, знаейки, че не са сами.
След като милиони хора започват да използват фразата и тя се разпространява на десетки други езици, целта се променя и разширява и в резултат на това започва да означава различни неща за различните хора. Бърк поеема титлата на лидерка на движението, но заявява, че смята себе си по-скоро за деятелка. Тя казва, че това движение е нараснало, за да включва мъже и жени от всички цветове и възрасти, тъй като продължава да подкрепя маргинализираните хора в маргинализираните общности. Има и движения на мъжете, насочено към промяната на културата чрез лични размисли и бъдещи действия, включително #IDidThat („Аз направих това“), #IHave и #IWill („Аз ще“).

### Осъзнатост и емпатия
Анализите на движението често сочат разпространението на сексуалното насилие, което според Световната здравна организация засяга 1/3 от всички жени по света.
Бърк казва, че #MeToo заявява, че страдащите от сексуално насилие не са сами и не трябва да се срамуват. Тя казва, че сексуалното насилие обикновено е причинено от някого, когото жената познава, така че хората трябва да бъдат обучени от ранна възраст, че имат правото да кажат „не“ на сексуален контакт с когото и да е, дори след многократни молби от авторитетно лице или съпруг, и да докладват за хищническото поведение. Бърк съветва мъжете да говорят помежду си за съгласието, да изтъкват унизителното поведение, когато го видят, и да се опитват да изслушват жертвите, когато те разказват своите истории.
Алиса Милано казва, че #MeToo е помогнало на обществото да разбере мащаба на проблема и че това е солидарност към всички онези, които са били наранени. Тя заявява, че успехът на #MeToo изисква мъжете да заемат позиция срещу поведение, което обективизира жените.

### Политики и закони
През 2018 г. Бърк заявява, че текущата цел на движението е да даде на хората ресурси, за да имат достъп до изцеление, и се застъпва за промени в законите и политиките. Тя изтъква такива цели като обработката на всички непроверени проби за изнасилване, преразглеждането на местните училищни политики, подобряването на проверката на учителите и актуализирането на политиките за сексуален тормозв САЩ. Тя призова на всички професионалисти, които работят с деца, да бъдат снети пръстови отпечатъци и да бъдат подложени на проверка, преди да получат разрешение за работа. Тя се застъпва за сексуалното образование, което да учи децата незабавно да съобщават за хищническо поведение. Алиса Милано заявява през 2017 г., че приоритет на #MeToo е промяната на законите, свързани със сексуалния тормоз и нападение, напр. въвеждането на протоколи, които да позволяват на страдащите във всички индустрии да подават жалби без страх от отмъщение.
Джендър анализатори като американката Анна Норт заявяват, че #MeToo трябва да се разглежда като трудов проблем поради икономическите неудобства при докладването на тормоз. Тя предлага борба с основния властови дисбаланс на някои работни места, например чрез повишаване на минималната заплата с бакшиш и чрез възприемането на иновации като преносими паник бутони, задължителни за служителите на хотели в Сиатъл.
В Хонконг решението по делото C срещу Hau Kar Kit [2023] HKDC 974 изпраща силно напомняне на работодателите, че трябва да има нулева толерантност към сексуалния тормоз на работното място. Оказва се, че работодателят носи отговорност и по Наредбата срещу полова дискриминация за противоправно действие, извършено от негов служител по време на трудовото му правоотношение, независимо дали работодателят е знаел за противозаконното действие.
Други предлагат пречките пред наемането на работа да бъдат премахнати, като например изискването от страна на някои работодатели да се подписват споразумения за неразкриване на информация или други споразумения, които не позволяват на служител да говори публично за работата си, или за отнасяне на спорове (включително искове за сексуален тормоз) до арбитраж, а не до съдебно производство. Предложено е да се приеме законодателство, което да забранява тези видове задължителни споразумения преди наемането на работа.
Някои предложени промени, базирани на политики, включват увеличаване на управленския надзор, създаване на ясни вътрешни механизми за докладване, по-ефективни и проактивни дисциплинарни мерки, създаване на култура, насърчаваща служителите да бъдат открити за сериозните проблеми, налагане на финансови санкции за компании, които позволяват на работниците да останат на позицията си, когато многократно са упражнявали сексуален тормоз върху други, и принуждаването на компаниите да плащат огромни глоби или да губят данъчни облекчения, ако решат да задържат работници, които са сексуални агресори.

### Медийно покритие
В отразяването на #MeToo има широко разпространена дискусия за най-добрите начини за спиране на сексуалния тормоз и злоупотреба – за тези, които в момента са жертви на работа, както и за тези, които търсят справедливост за минало насилие и се опитват да намерят начини да сложат край на онова, което виждат като широко разпространена култура на малтретиране. Съществува общо съгласие, че липсата на ефективни възможности за докладване е основен фактор, който стимулира неконтролираното сексуално неправомерно поведение на работното място.
Фалшивите съобщения за сексуално насилие са много редки, но когато те се случат, се поставят в светлината на прожекторите, за да ги види обществеността. Това може да създаде погрешно впечатление, че повечето докладвани сексуални нападения са неверни. Погрешните схващания относно фалшивите доклади са една от причините, поради които жените се страхуват да съобщават за преживяваното сексуално посегателство – те се страхуват, че никой няма да им повярва, че в процеса ще бъдат засрамени и унижени, освен че ще бъдат уязвими за отмъщение от страна на нападателите.
Има дискусия за най-добрите начини за справяне с частните списъци (т. нар. whisper networks) с хора, които трябва да се избягват, които се споделят неофициално в почти всяка голяма институция или индустрия, където сексуалният тормоз е често срещан поради дисбаланс на властта, включително правителство, медии, новини и академичните среди. Тези списъци имат заявената цел да предупредят други служители в индустрията и се споделят от човек на човек, във форуми, в частни групи в социалните медии и чрез електронни таблици. Твърди се обаче, че те биха могли да станат оръжие и да се използват за разпространяване на необосновани клюки – мнение, което се обсъжда широко в медиите. Защитниците казват, че списъците предоставят начин да се предупредят други уязвими хора в индустрията, ако се притесняват от сериозно възмездие от насилниците, особено ако оплакванията вече са били игнорирани. Те казват, че списъците помагат на жертвите да се идентифицират една друга, за да могат да говорят заедно и да намерят безопасност в числата. Понякога тези списъци се пазят по други причини. Напр. електронна таблица от Обединеното кралство, наречена „Депутати с високо либидо“ ("High Libido MPs") и „електронна таблица на срама“, е създадена от група парламентарни изследователи (мъже и жени) и съдържа списък с обвинения срещу близо 40 депутати консерватори в британския парламент. Говори се също, че партийни служители (които отговарят за това да накарат членовете на парламента да се ангажират с гласуване) поддържат „черна книга“, която съдържа обвинения срещу няколко депутати, които могат да бъдат използвани за изнудване. Когато се твърди, че сексуалното поведение на известно лице е било „публична тайна“, тези списъци често са източникът. Вследствие на #MeToo няколко частни списъка изтичат в обществеността.
Основният проблем при опитите за защита на повечето потенциални жертви чрез публикуване на подобни списъци е определянето на най-добрия механизъм за проверка на твърденията по начин, справедлив за всички страни. Някои предложения включват укрепване на синдикатите в уязвимите отрасли, така че работниците да могат да докладват за тормоз директно на синдиката, вместо на работодателя. Друго предложение е да се поддържат горещи линии в индустрията, които имат властта да задействат разследвания от трети страни. Разработени са приложения, които предлагат различни начини за докладване на сексуално неправомерно поведение, а някои могат да свържат жертви, които са докладвали за едно и също лице.

### Проблеми със социалните норми
Вследствие на #MeToo в много страни, като САЩ, Индия, Франция, Китай, Япония, Италия, и Израел, има дискусия в медиите дали културните норми трябва да бъдат променени, за да бъде изкоренен сексуалният тормоз. Джон Лаунър от Здравно образование Англия заявява, че лидерите трябва да бъдат запознати с често срещаните „несъответствия на възприятията“ на работното място, за да намалят инцидентите, при които един човек смята, че флиртува, докато другият се чувства като унизен или тормозен. Американската репортерка Анна Норт от Vox заявява, че един от начините да се обърнем към #MeToo е да научим децата на основите на секса. Тя заявява, че културната представа, че жените не се наслаждават на секса, кара мъжете да вярват, че хладното „да“ е всичко, което някога ще получат, като се позовава на проучване от 2017 г., което установява, че мъжете, които вярват, че жените се радват да бъдат принуждавани към секс, е по-вероятно да възприемат жените като съгласни.
Алиса Розенберг от в. „Вашингтон Поуст“ призова обществото да внимава с прекомерни действия, като бъде наясно кое поведение е престъпно, кое поведение е законно, но непоносимо на работното място, и кое лично интимно поведение е достойно за осъждане, но не е част от работното място. дискусия. Тя казва, че „запазването на нюансите“ е по-приобщаващо и реалистично. Проф. Даниел Дрезнър заявява, че #MeToo е поставило основите за две големи културни промениː приемането, че сексуалният тормоз (не само сексуалното насилие) е неприемлив на работното място, и че когато влиятелен човек е обвинен в сексуален тормоз, реакцията трябва да бъде по презумпцията, че по-малко влиятелният обвинител вероятно казва истината, защото рисковете от публичност са големи. Той обаче заявява, че обществото се затруднява от скоростта, с която се иска промяна.

### Реформа и прилагане
Въпреки че #MeToo първоначално се фокусира върху възрастните, посланието се разпространява сред учениците ванглийските училища (K–12), където сексуалното насилие е често срещано както лично, така и онлайн. MeTooK12 е отделен продукт на #MeToo, създаден през януари 2018 г. от групата „Край на сексуалното нападение в училищата“ (Stop Sexual Assault in Schools), основана от Джоел Левин и Естер Уарков, насочена към спиране на сексуалното насилие в образованието от детската градина до гимназията. #MeTooK12 е вдъхновено отчасти от премахването на определени федерални насоки в САЩ за сексуално неправомерно поведение – Дял IX. Има доказателства, че сексуалното неправомерно поведение в образованието K–12 е драматично недостатъчно отчитано както от училищата, така и от учениците, тъй като почти 80% от държавните училища никога не съобщават за инциденти на тормоз. #MeTooK12 има за цел да демонстрира широко разпространеното сексуално неправомерно поведение спрямо децата в училище и необходимостта от повишено обучение по правилата на Дял IX, тъй като само 18 щата изискват хората в образованието да получат обучение за това какво да правят, когато ученик или учител е сексуано малтретиран.

### Роля на мъжете
Има дискусия за възможните роли на мъжете в движението #MeToo. Отбелязано е, че 1 от 6 мъже са преживели някакъв вид сексуално насилие през живота си и често се чувстват неспособни да говорят за това. Създателката на движението Тарана Бърк и други призовават мъжете да изтъкват лошото поведение, когато го видят, или просто да прекарват време в тихо изслушване. Някои мъже изразяват желание да запазят по-голяма дистанция от жените, след като #MeToo става вирусен, защото не разбират напълно какви действия могат да се считат за неподходящи. През първите няколко месеца, след като #MeToo започва да се налага, много мъже изразяват затруднения да участват в дискусиите поради страх от негативни последици, цитирайки примери за мъже, които са били третирани негативно, след като са споделили мислите си за #MeToo.
Майкъл Елсбърг насърчава мъжете да разсъждават върху поведението в миналото и примерите за съмнително сексуално поведение, като вирусният разказ „Кат Пърсон“, написана от гледна точка на 20-годишна жена, която отива на среща с много по-възрастен мъж и в крайна сметка има неприятно сексуално преживяване, което е по взаимно съгласие, но нежелано. Елсбърг моли мъжете да се ангажират да гарантират, че жените са взаимно заинтересовани да започнат сексуален контакт и да забавят нещата, ако има съмнение, че жената иска да продължи. Инструкторката по връзки Касия Урбаниак каза, че движението създава собствена криза около мъжествеността.
През август 2018 г. в. „Ню Йорк Таймс“ подробно описа обвиненията, че водещата фигура на #MeToo Азия Ардженто е нападнала сексуално актьора Джими Бенет. Твърди се, че сексуалното насилие се е случило в хотелска стая в Калифорния през 2013 г., когато той е бил само два месеца след 17-ия си рожден ден, а тя е била на 37 г.; възрастта за съгласие в този щат е 18 г. Бенет казва, че когато Ардженто излиза срещу Харви Уайнстийн, това е раздвижилоа спомени от собствения ѝ опит. Той казва, че се е опитал да разреши въпроса насаме и не е говорил по-рано, защото се е срамувал и се страхувала да бъда част от публичния разказ. Бенет казва, че би искал да надскочи това събитие в живота си, добавяйки, „днес избирам да продължа напред, вече не мълчаливо“. Ардженто, която тихомълком урежда споразумение за неразкриване на информация на стойност 380 000 долара с Бенет в месеците след нейните разкрития относно Уайнстийн, отрича обвиненията.

## Международен отговор
Хаштагът е актуален в най-малко 85 страни. Директни преводи на #MeToo са споделени от испаноговорящи в Южна Америка и Европа и от арабски в Африка и Близкия изток, докато активисти във Франция и Италия разработват хаштагове, за да изразят нагласите на движението. Предаването на подобни преживявания и „споделянето на чувства в някаква форма на заедност“ свързва хората и може да доведе до „формиране на процес на колективно действие“ (Кастелс). Кампанията подтиква оцелели от цял свят да споделят историите си и да назоват имената на своите извършители. Европейският парламент свиква сесия директно в отговор на кампанията MeToo, след като тя дава повод за обвинения в злоупотреби в парламента и в офисите на Европейския съюз в Брюксел. Сесилия Малмстрьом, европейският комисар по търговията, изрично цитира хаштага като причина за свикването на срещата.

## Движение „Той също“
Свързаният хаштаг #HimToo става популярен с движението #MeToo. Въпреки че датира поне от 2015 г. и първоначално се свързва с политика или непринудена комуникация, #HimToo придобива нови значения, свързани с #MeToo през 2017 г., като някои го използват, за да изтъкнат мъжете, жертви на сексуален тормоз и злоупотреба, а други го използват, за да подчертаят мъжете извършители. През септември и октомври 2018 г., по време на обвиненията в сексуално насилие, повдигнати по време на номинацията на Брет Кавано за Върховния съд на САЩ, #HimToo се използва от поддръжниците на Кавано и за изтъкване на мъже, жертви на фалшиви обвинения.

## Критики

### Сексуален тормоз на жени срещу мъже. Скандали с Азия Ардженто.
Постепенно става ясно, че е възможен и сексуален тормоз на жени срещу мъже. Като примери: една от основателките на движението –Азия Ардженто, е оказвала секс тормоз върху комика Джеф Лийч, заливайки го със свои голи снимки и натрапчиви обаждания. Пърформанс артиста Джон Бофенде обявява, че е бил опипван по време на експозиция на Мариана Абрамович. Междувременно става ясно, че докато Ардженто давала пресконференции, на които е обвинявала Харви Уайнстийн в сексуално насилие, в същото време тя се е договаряла, да не бъде изправена пред съд за думите си и се съгласила да плати шестцифрено обезщетение – факт който поставя под въпрос достоверността на думите ѝ. Също така Ардженто плаща половин милион на младия си колега Джеф Бенет за да не разкаже как тя го завежда в хотелската си стая, напива го и преспива с него. По това време Ардженто е на 37 г., Бенет – на 17 (непълнолетен) Ардженто първо отрича, а после признава за случката, като се оправдава, че я е инициирал Бенет.

### Оклеветяване
Замислено с цел да окуражава жертвите на сексуално насилие да потърсят справедливост, движението „Аз също“ търпи критики за това, че се превръща в мощно средство за клевети, особено от жени, които обвиняват успешни мъже без основание и по този начин подкопават кариерата им и нанасят трайни щети на техния личен и социален живот. Примери за това са спечеленото дело от Джони Деп през 2022 г. за клевети срещу бившата му съпруга Амбър Хърд; оневиняването на Кевин Спейси през 2023 г. по дела за сексуално насилие и други. Порнозвездата Сторми Даниълс (Стефани Клифърд) разгласява информация за отношенията си с Доналд Тръмп, въпреки че е получила пари, за да не издава тази информация. Впоследствие Тръмп я осъди да му заплати 120 000 долара; Катрин Майорга обвинява Кристиано Роналдо в изнасилване в хотелска стая през 2009. Роналдо не отрича, че е имало полов акт, но твърди, че е бил по взаимно съгласие. Майорга твърди, че Роналдо ѝ е платил 275 000 паунда през 2010 г. с условието да не го издава на полицията и да спре да изисква наказателни обвинения. Осем години по-късно обаче, тя завежда граждански иск, търсейки още милиони, а спонсорите на Роналдо се отдръпват от него, преди да изчакат присъдата. Впоследствие Майорга е осъдена за заплати 278 000 паунда на Роналдо. Противниците на движението често припомнят и многобройните дела за изнасилване срещу Майк Тайсън, точно в разгара на кариерата му.
Актьорът Джеймс Франко е обвинен от негова приятелка, че докато му правела фелацио и натиснал главата. В резултат срещу него е проведен линч. Думите на обвинителката не са проверявани; нито е отчетено, че тя е правила фелацио по свой избор. Франко е приет за насилник а приори и еизрязан от корицата на списание Vanity Fair – корица, която от десетилиетия е посветена на номинираните за „Оскар".

### Отпор на движението в Европа. Обвинения в лов на вещици
Много от критиците на движението отбелязват, че много от актрисите са се сетили да търсят справедливост едва след много години – когато вече са добили известност и слава. И че тези „изнасилвания“ са станали все по хотелски стаи, т.е. масово актрисите са ходили доброволно с цел да получат главна роля. Освен това критиките са, че жените често съдят богати и известни мъже, а щом те се разорят губят интерес към съдебните дела. По този повод бившият депутат и председател на НС, Вежди Рашидов изрича думите „всички ку-ви се събудиха и след 16 години се сетиха, че са изнасилвани“ Тъй като ситуацията в България е нажежена до крайност заради случаят „Дебора“ има силна обществена реакция. Впоследствие той обяснява, че е имал предвид Холивуд и залитането в крайност, но въпреки всичко е принуден да напусне политическия и партийния живот.
Като цяло европейските културни дейци проявяват много по-голяма търпимост към подобен тип поведение, отколкото в Холивуд.
Много известни европейски актриси като Катрин Деньов считат че се залита в крайност и се губи флирта и романтиката, в изкуството. Тя оглавява движение против "Mee too" считайки го за лов на вещици. Над 100 френски актриси и писателки като Катрин Миле, Елизабет Леви, Ингрид Кавен се присъединяват към анти-движението. Те декларират че: насилието е престъпление. Но настойчивият или непохватен флирт не е провинение, галантността не е мачистка агресия. Свободата да ухажваш е незаменима за сексуалната свобода".; "Тази свобода на словото сега се преобръща в своята противоположност. Принуждават ни да говорим това, което „трябва“, да премълчаваме онова, което ни ядосва. А онези жени, които отказват да се съобразят с подобни нареждания, биват разглеждани като предателки, като съучастнички.
На подобно мнение е и Бриджит Бардо. По нейни думи актрисите предизвикват и дразнят продуцентите, за да получат желани роли, а след години се оплакват, че са изнасилвани. „Повечето от тях са лицемерни. Разиграват съблазън, за да получат роли от продуцентите, и след това – за да се говори още за тях, се оплакват, че са били тормозени. Никога не съм била жертва на сексуален тормоз. Винаги съм била очарована, когато мъж ми каже, че съм хубава и че долната част на гърба ми е сладка
На свой ред Фани Ардан обявява „Аз не уважавам доносите. Аз предпочитам да разчитам на правосъдието“. В допълнение, Моника Белучи е на мнение, че има разлика между насилие и закачка.
Близо 60 френски актьори защитават Жерар Депардийо от линча срещу него. Сред подписалите се под статията, публикувана от в. „Фигаро“, са режисьорът Бертран Блие, актрисите Натали Бай, Карол Буке и Шарлот Рамплинг, актьорите Жак Вебер, Пиер Ришар и Жерар Дармон, изпълнителите Роберто Аланя, Карла Бруни, Ариел Домбал, Жак Дютрон и др. Откактосъда завежда обвинение на Депардийо Фани Ардан декларира подкрепа за него и режисира два филма с  негово участие
След последвал линч срещу Ален Делон, че не трябва да му се връчва „Почетна палма“ в Кан, за приноса му в киното, следва голяма петиция в негова защита. Ален Делон обявява, че той е бил тормозеният от жените, а не че той ги е тормозил.
Има много обвинения, че вместо да помага на жените, тази политкоректност води със себе си като обратен резултат мъжки шовинизъм. Както стана ясно много жени не се припознават в този войнстващ феминизъм. Нещо повече – той се оказва и лицемерен! Опра Уинфри изказва обвинения срещу Харви Уайнщайн, но впоследствие се появява снимка на която тя и той са прегърнати.

### Линч на движението срещу жени с различно мислене
Движението остракира в социалните мрежи всяка известна жена, която покаже различно мнение. Мерил Стрийп изказва мнение, че Харви Уайнстайн никога не е искал нищо от нея и че тя не знаела какво прави с други жени. Роуз Макгоуън реагира истерично, нарича я с епитети като „лицемерна“ и пр. Катрин Деньов се разгранича за разликата между флирт и насилие, и получава огромен хейт от Mee Too – принудена е да се обяснява за думите си. Същото се случва и с Моника Белучи, която обяснява, че има разлика между флирт и закачка. Подобно нещо се случва и с други известни жени

### Оправдателна присъда за Харви Уайнстайн
На 26 април 2024 година Апелативният съд в щата Ню Йорк отменя една от присъдите за сексуални престъпления на Уайнстийн с четири срещу три гласа. Според съда съдията по делото е допуснал грешка, като е позволил на прокуратурата да представи показания на жени с твърдения, че Уайнстийн ги е насилил, въпреки че те не са били част от обвиненията срещу него по делото. Съдът посочва, че съдията е допуснал и друга грешка, като е позволил кръстосан разпит на Уайнстийн по начин, който го е представил в „силно повлияна от предразсъдъци“ светлина.
Според гласувалата срещу отмяната на присъдата Маделин Сингас становището на мнозинството „затвърждава остарелите представи за сексуалното насилие“ и продължава „тревожната тенденция“ за отмяна на присъдите на съдебните заседатели по дела за сексуално насилие. „Злоупотреба с правосъдието е да се позволят непроверени обвинения в нищо повече от лошо поведение, което вреди на характера на подсъдимия, които обаче не хвърлят светлина върху достоверността им по отношение на наказателните обвинения“, заявява от името на мнозинството съдия Джени Ривера.
Съдът разпорежда нов съдебен процес, а междувременно 72-годишният Уайнстийн, който има и друга ефективна присъда, остава в затвора.